# Prix Føroyar
A Prix Føroyar Feröer nemzeti rock- és popversenye volt, amelyet 1995 és 2005 között kétévente rendeztek meg az Észak Háza, a Kringvarp Føroya (Feröeri Rádió és Televízió) és a Føroya Undirhaldstónleikarafelag szervezésében.
A Prix – ahogyan a feröeriek nevezik – 1995-ös indulása óta olyan tehetségeknek adott lehetőséget karrierjük megalapozására, mint Eivør Pálsdóttir vagy Teitur Lassen, így egyre jobban felkeltette a nemzetközi közönség érdeklődését is. Már a kezdetek óta közvetítette az országos rádió (Útvarp Føroya) és televízió (Sjónvarp Føroya), 2005-ben pedig a portal.fo jóvoltából  világszerte elérhető volt.

## Díjazottak
- 1995: Moirae, Terji Rasmussennel
- 1997: Mark No Limits, Teitur Lassennel
- 1999: TAXI
- 2001: Clickhaze, Eivør Pálsdóttirral, Mikael Blakkal, Høgni Lisberggel, Petur Pólsonnal és Jón Tyrillel
- 2003: Gestir
- 2005: GoGo Blues (Döntő az április 23-i Atlantic Music Eventen)

## Prix 2005
A Prix Føroyar április 23-i tórshavni döntője az Atlantic Music Event nevet kapta, az itteni zenei élet megnövekedett nemzetközi jelentőségének hozadékaként. Az eseményt az Észak Házában rendezték.
A 2005-ös versenyre jelentkező 32 együttesből 24 jutott az első körbe. Összesen négy koncerten léptek fel Fuglafjørðurban, melyek mindegyikéről két csapat jutott az április 2-án Tvøroyriben sorra kerülő elődöntőbe. A nézők SMS-ben beküldött szavazatai alapján hárman kerültek a döntőbe: Terji Rasmussen & Band, Eyðun Nolsøe és a későbbi győztes GoGo Blues.
A verseny kritikákat kapott amiatt, hogy a döntőbe jutottak mind befutott együttesek, és nem kaptak kellő figyelmet az új tehetségek.

## A díj megszűnése
A feröeri rádió 2006. szeptember 21-én jelentette be a Prix Føroyar megszűnését; a rádió más rendezvényekre koncentrál, az Észak Háza pedig új koncepcióval fog előállni, ami azonban nem verseny lesz.

## Külső hivatkozások
- Hivatalos honlap (angol, dán, feröeri)